# ماگدالنا میلتساش
ماگدالنا میِـلتساش (لهستانی: Magdalena Mielcarz) بازیگر، خواننده و مدل اهل لهستان است.
او در فیلم‌های تاراس بولبا، اولا بی‌ریخته، هوس‌های امپراتور و فانفان لا تولیپ بازی کرده‌است.